# Alsógyékényes község
Alsógyékényes község (románul: Comuna Jichișu de Jos) község Kolozs megyében, Romániában. Központja Alsógyékényes, beosztott falvai Felsőgyékényes, Kodor, Sajgó, Szekerestörpény.

## Fekvése
Kolozs megye északi részén helyezkedik el. A legközelebbi város, Dés 8 kilométerre található.

## Népessége
A 2011-es népszámlálás adatai alapján a község népessége 1152 fő volt.
A népesség alakulása 1850-től:

## Nevezetességei
- Sajgó falu területén a Tuţuoara nevű helyen kőrézkori és bronzkori település maradványait tárták fel. A régészeti helyszín a romániai műemlékek jegyzékében a CJ-I-s-A-07200 sorszámon szerepel.